# Onthophagus pljushtchi
Onthophagus pljushtchi es una especie de insecto del género Onthophagus, familia Scarabaeidae, orden Coleoptera.

Fue descrita científicamente por Ivanova en 2012.